# Neotrichia garra
Neotrichia garra is een schietmot uit de familie Hydroptilidae. De soort komt voor in het Neotropisch gebied.